# Atractus peruvianus
Atractus peruvianus är en ormart som beskrevs av Jan 1862. Atractus peruvianus ingår i släktet Atractus och familjen snokar. Inga underarter finns listade.
Arten förekommer i Peru. Honor lägger ägg.